# 安永聰太郎
安永聰太郎（1976年4月20日—），前日本職業足球員，日本20歲以下足球代表隊成員。

## 俱乐部生涯
1995年，安永聰太郎在橫濱水手开始足球生涯。1997年转会至UE Lleida，1999年转会至清水心跳，2001年转会至橫濱水手，2002年转会至費羅爾競賽會，2005年转会至柏雷素爾。2005年，引退。

## 日本國家足球隊
安永聰太郎参加了1995年世界青年錦標賽。

## 外部連結
- （日語）J.League Data Site （页面存档备份，存于）